# Orc

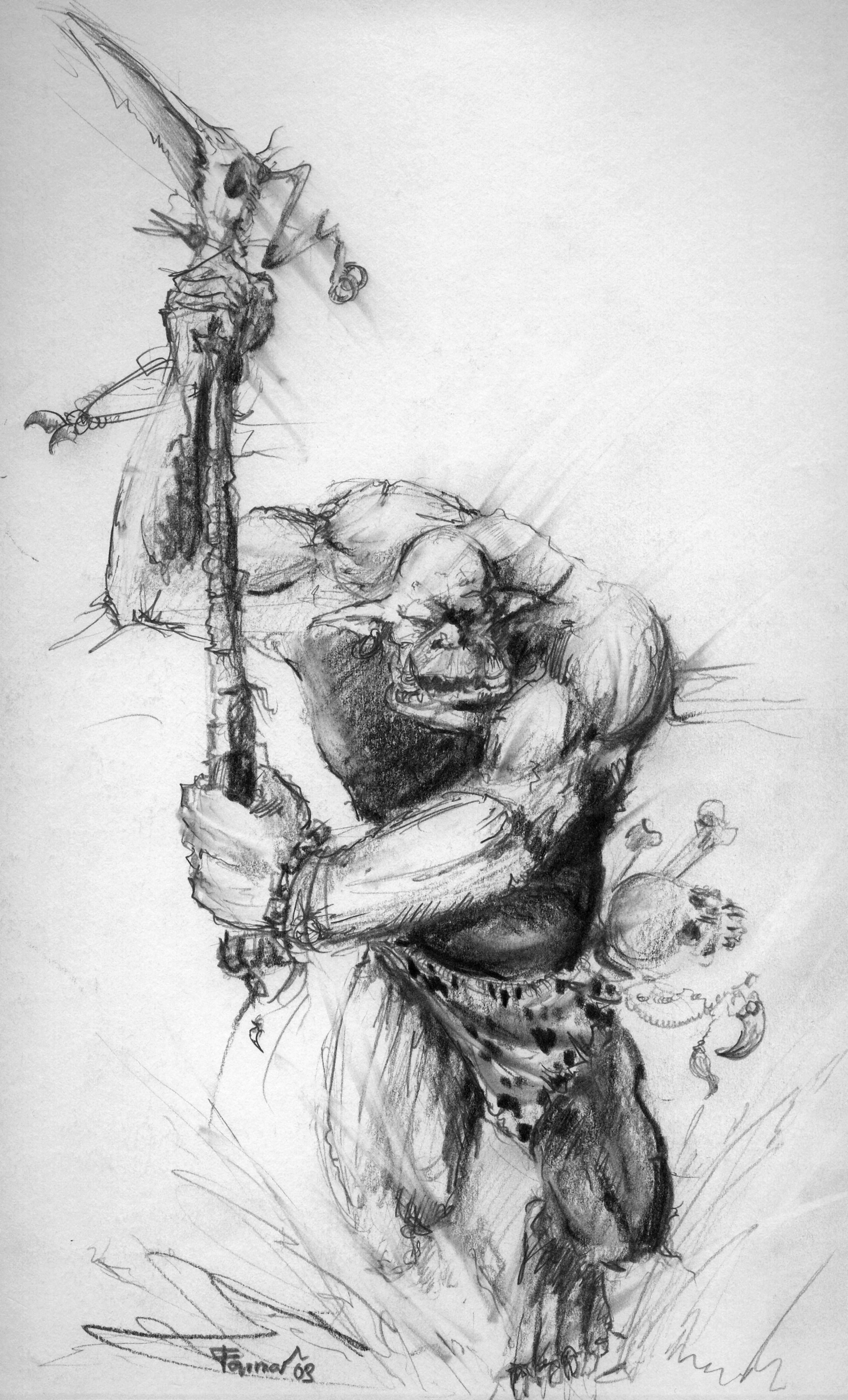
Orc

Orcii au fost inițial elfi, dar fiind bătuți și schingiuiți, s-au schimbat în niște ființe agresive și înfricoșătoare.
Orcii sunt rase de umanoizi, duri și războinici înnăscuți. Ei sunt în diferite moduri portretizați ca fiind, fizic, mai puternici sau mai slabi, dar întotdeauna în număr mare. Aceștia sunt denumiți ca “ființe înfricoșătoare și periculoase”